# Мазилово (Московская область)
Мази́лово — деревня, расположенная в городском округе Истра Московской области
Бужаровском сельском поселении Истринского района Московской области. Находится в северо-западе от Истры между деревнями Леоново и Покоево. Население — 1 чел. (2010).
Впервые упоминается как новопоселенная деревня после переписи 1678 года. В 1705 году владельцем деревни из пяти крестьянских дворов записан стольник Петр Васильевич Вышеславцов.
В XVIII–XIX веках — сельцо Рузского уезда.
В 1913 году при деревне была усадьба Павла Лаврентьевича Расторгуева. Возникли планы открыть в Мазилове школу с одним учителем и 50 учениками. Максимум населения отмечен в 1924 году, когда в 20 мазиловских хозяйствах проживали 112 человек. В этот период Мазилово входило в Покоевский сельсовет Новопетровской волости.
В 1941 году деревня была оккупирована фашистами, многие жители оказались в плену, дома уничтожены. После войны Мазилово отнесли к колхозу «Новая жизнь». В дальнейшем сельскохозяйственные земли деревни принадлежали ЗАО (ранее — АОЗТ) «Бужарово».
Сегодня на территории Мазилова располагаются несколько деревенских домов, садоводческое товарищество (СНТ «Мазилово») и участки ЛПХ.

## Население
| 2002 | 2006 | 2010 |
| ---- | ---- | ---- |
| 8    | ↗9   | ↘1   |